# 热微菌属
热微菌属為热微菌目热微菌科的一属好氧或兼性厌氧发酵型革兰氏阴性杆菌。短而不规则的杆状。从美国黄石公园的温泉中分离到。此属的模式种为玫瑰色热微菌(Thermomicrobium roseum)。

## 下属物种
本属包括以下物种：
- Thermomicrobium carboxidum King and King 2014
- Thermomicrobium fosteri Phillips and Perry 1976
- 玫瑰色热微菌 Thermomicrobium roseum Jackson et al. 1973